# Ed Schrock

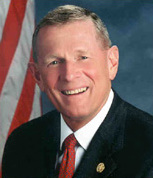
Ed Schrock

Edward „Ed“ Schrock (* 6. April 1941 in Middletown, Ohio) ist ein US-amerikanischer Politiker und ehemaliger Marineoffizier. Er war Mitglied des Senats von Virginia und im US-Repräsentantenhaus.

## Leben
Schrock absolvierte 1964 am Alderson-Broaddus College seinen Bachelor-Abschluss und 1975 einen Master-Abschluss an der American University. Nach seiner Schulzeit ging Schrock zum US-Militär. Von 1965 bis 1988 war er als Marineoffizier tätig, wo er zwei Dienstreisen nach Vietnam unternahm. Nach seinem Rücktritt vom aktiven Militärdienst arbeitete Schrock als Investmentbroker und gehörte dann von 1996 bis 2001 dem Senat von Virginia an. Schrock wurde Mitglied der Republikanischen Partei. Von 2001 bis 2005 saß er für den zweiten Wahlbezirk von Virginia im Repräsentantenhaus der Vereinigten Staaten. Ihm folgte 2005 als Abgeordnete Thelma Drake.

## Amtszeit im Kongress
Im Jahr 2000 wurde er in den Sitz des US-Repräsentantenhauses für den 2. Bezirk von Virginia gewählt und besiegte den Kandidaten der Demokratischen Partei, Jody Wagner, einen Anwalt aus Norfolk, der später Staatsschatzmeister wurde.
In seiner ersten Amtszeit wurde Schrock zum Präsidenten der republikanischen Erstsemesterklasse gewählt. Während seiner vier Jahre im Kongress arbeitete Schrock im Haushaltsausschuss und dem Government Reform Committee.
2002 setzte sich Schrock in seiner zweiten Amtszeit gegen den Kandidaten der Grünen, DC Amarasinghe durch und gewann 83,15 % der Stimmen.
Am 30. August gab Schock seinen Rücktritt bekannt, nachdem seine homosexuelle Neigung von einem Blogger öffentlich gemacht worden war. Obwohl der Politiker verheiratet ist, gab es Indizien für die Anschuldigungen des Bloggers. Im Kongress hatte sich Schock öfter gegen verschiedene Schwulenrechtsfragen wie gleichgeschlechtliche Ehen und Homosexuelle, die beim Militär dienen, ausgesprochen. Diese Verhaltensweise wurde 2009 in dem Dokumentarfilm Outrage offengelegt und angeprangert.
Am 2. November wurde bei den allgemeinen Wahlen die Republikanerin Thelma Drake als Nachfolgerin von Schrock gewählt. Drake trat ihr Amt im Januar 2005 an.

## Nach dem Kongress
Im Dezember 2004 stellte der Vertreter Tom Davis, ein weiterer Republikaner aus Virginia, Schrock als obersten Mitarbeiter für einen der Unterausschüsse des Regierungsreformausschusses ein, dessen Vorsitzender Davis war und in dem Schrock vormals tätig war.